# Gabriel Jabbour
Gabriel Jabbour est un acteur français, né le 7 novembre 1922 à Alexandrie (Égypte) et mort le 18 septembre 1987 au Kremlin-Bicêtre (Val-de-Marne).

## Biographie
Il est l'époux de la comédienne Jacqueline Rouillard-Jabbour (1924-2016).
Il meurt d'une pneumonie ayant dégénéré en infection respiratoire le 18 septembre 1987. Il est enterré au cimetière de Paramé, à Saint-Malo (Ille-et-Vilaine), aux côtés de son épouse.

## Filmographie

### Cinéma
- 1957 : Goha de Jacques Baratier : Sayed Kamis
- 1958 : Suivez-moi jeune homme de Guy Lefranc
- 1961 : La Chambre ardente de Julien Duvivier : le bijoutier
- 1961 : Les Démons de minuit de Marc Allégret, puis Charles Gérard
- 1962 : La Poupée de Jacques Baratier : Joachim
- 1963 : Trafics dans l'ombre d'Antoine d'Ormesson
- 1963 : Quinze mille voisins de Pierre Lary (court métrage)
- 1964 : Les Pieds dans le plâtre de Jacques Fabbri et Pierre Lary : Gaby
- 1967 : Ici, ailleurs ou dans le métro de Jean-Claude Lubtchansky (court métrage)
- 1968 : Z de Costa-Gavras : Bozzini
- 1968 : Jeff de Jean Herman : Zucci
- 1968 : Mazel Tov ou le Mariage de Claude Berri : Mr Avram
- 1970 : Et qu'ça saute ! de Guy Lefranc
- 1970 : Peau d'âne de Jacques Demy : le chef des tailleurs
- 1972 : Le Viager de Pierre Tchernia : M. Levasseur, le patron de Martinet
- 1972 : Le Bar de la fourche d'Alain Levent : Mosé
- 1973 : Le Far West de Jacques Brel : Gabriel
- 1974 : OK patron de Claude Vital : Aram Kampessian
- 1974 : Un nuage entre les dents de Marco Pico : Casenave
- 1976 : Le Corps de mon ennemi d'Henri Verneuil : M. Blome
- 1976 : Le Chasseur de chez Maxim's de Claude Vital : l'ambassadeur
- 1976 : Le Trouble-fesses de Raoul Foulon : le droguiste
- 1977 : Le Sept à la butte de Daniel Higne (court métrage) : narrateur
- 1977 : La Nuit de Saint-Germain-des-Prés de Bob Swaim : Brandonnel
- 1977 : La Vie devant soi de Moshé Mizrahi : Mr Hamil
- 1977 : Je veux mourir dans la patrie de Jean-Paul Sartre de Mosco Boucault (court métrage)
- 1977 : Who's Who de Mosco Boucault
- 1977 : La nuit, tous les chats sont gris de Gérard Zingg : Banalesco
- 1978 : Tendre Poulet de Philippe de Broca : le médecin légiste
- 1978 : Et vive la liberté ! de Serge Korber
- 1978 : La Raison d'État d'André Cayatte : Meslan
- 1979 : Clair de femme de Costa-Gavras : Sacha
- 1980 : La Flambeuse de Rachel Weinberg : le professeur
- 1981 : Le Secret des Sélénites de Jean Image (dessin animé) : voix uniquement
- 1982 : Une jeunesse de Moshé Mizrahi
- 1985 : Trois hommes et un couffin de Coline Serreau : le supérieur
- 1986 : La Galette du roi de Jean-Michel Ribes : le prince arabe Abdallah

### Télévision
- 1957 : En votre âme et conscience, épisode : L'affaire Sarret-Schmidt de Jean Prat
- 1958 : Misère et noblesse d'Eduardo Scarpetta, réalisation Marcel Bluwal
- 1961 : La caméra explore le temps : Les Templiers, réalisation Stellio Lorenzi : le cardinal Albano
- 1961 : Le Temps des copains de Robert Guez
- 1962 : Le Théâtre de la jeunesse : Gavroche d'après Les Misérables de Victor Hugo, réalisation Alain Boudet : Claquessous
- 1962 : Les Cinq Dernières Minutes épisode 26 : La Mort d'un casseur de Guy Lessertisseur : Chamousset
- 1963 : Le Théâtre de la jeunesse : Jean Valjean d'après Les Misérables de Victor Hugo, réalisation Alain Boudet : Claquessous
- 1963 : Le Troisième Concerto de Marcel Cravenne
- 1965 : Le Théâtre de la jeunesse : Sans-souci ou Le Chef-d'œuvre de Vaucanson d'Albert Husson, réalisation Jean-Pierre Decourt
- 1965 : Gaspard des montagnes, mini-série de Jean-Pierre Decourt : Gervais
- 1969 : Au théâtre ce soir : Many d'Alfred Adam, mise en scène Pierre Dux, réalisation Pierre Sabbagh, Théâtre Marigny
- 1970 : Lancelot du Lac de Claude Santelli
- 1970 : Au théâtre ce soir : Cherchez le corps, Mister Blake de Frank Launder, Sidney Gilliat, mise en scène Georges Vitaly, réalisation Pierre Sabbagh, Théâtre Marigny
- 1971 : Au théâtre ce soir : Misère et noblesse d'Eduardo Scarpetta, mise en scène Jacques Fabbri, réalisation Pierre Sabbagh, Théâtre Marigny
- 1971 : Au théâtre ce soir : Herminie de Claude Magnier, mise en scène Michel Vocoret, réalisation Pierre Sabbagh, Théâtre Marigny
- 1972 : Les Évasions célèbres : épisode l'esclave gaulois : le marchand
- 1978 : Au théâtre ce soir : Le Bon Numéro d'Eduardo De Filippo, mise en scène Jacques Fabbri, réalisation Pierre Sabbagh, Théâtre Marigny
- 1978 : Au théâtre ce soir : Jérôme des nuages de Guillaume Hanoteau, mise en scène Jacques Mauclair, réalisation Pierre Sabbagh, Théâtre Marigny
- 1980 : Au théâtre ce soir : Feu Toupinel d'Alexandre Bisson, mise en scène Jacques Fabbri, réalisation Pierre Sabbagh, Théâtre Marigny
- 1981 : La Double Vie de Théophraste Longuet téléfilm en trois parties de Yannick Andréi
- 1981 : Au théâtre ce soir : Mort ou vif de Max Régnier, mise en scène Christian Duroc, réalisation Pierre Sabbagh, Théâtre Marigny
- 1981 : L'Agence Labricole de Éric Noguet
- 1981 : Julien Fontanes, magistrat de Jean Pignol, épisode Un si joli petit nuage
- 1983 : La Veuve rouge d'Édouard Molinaro
- 1984 : Au théâtre ce soir : Les Hussards de Pierre-Aristide Bréal, mise en scène Jacques Fabbri, réalisation Pierre Sabbagh, Théâtre Marigny
- 1986 : L'Affaire Marie Besnard de Frédéric Pottecher et réalisé par Yves-André Hubert : Le Professeur Kohn-Abrest
- 1987 : Les Enquêtes du commissaire Maigret, épisode : M. Gallet décédé de Georges Ferraro

## Théâtre
- 1947 : Le Mal court de Jacques Audiberti, mise en scène Georges Vitaly, Théâtre Charles de Rochefort, Théâtre de Poche
- 1952 : Les Amants du métro de Jean Tardieu, mise en scène Sylvain Dhomme, Théâtre Lancry
- 1953 : Les Hussards de Pierre-Aristide Bréal, mise en scène Jacques Fabbri, Théâtre des Noctambules
- 1954 : Le Fantôme d'après Plaute, mise en scène Jacques Fabbri, Théâtre de l'Atelier
- 1954 : Les Hussards de Pierre-Aristide Bréal, mise en scène Jacques Fabbri, Théâtre des Célestins
- 1955 : La Famille Arlequin de Claude Santelli, mise en scène Jacques Fabbri, Théâtre du Vieux-Colombier
- 1956 : La Famille Arlequin de Claude Santelli, mise en scène Jacques Fabbri, Théâtre Antoine
- 1956 : Jules de Pierre-Aristide Bréal, mise en scène Jacques Fabbri, Théâtre Antoine
- 1956 : Misère et Noblesse d'Eduardo Scarpetta, mise en scène Jacques Fabbri, Théâtre de l'Alliance française
- 1958 : Lope de Vega de Claude Santelli, mise en scène Jacques Fabbri, Théâtre de la Renaissance
- 1959 : La Jument du roi de Jean Canolle, mise en scène Jacques Fabbri, Théâtre de Paris
- 1961 : Brouhaha de George Tabori, mise en scène Jacques Fabbri, Théâtre de la Renaissance
- 1962 : Les Cailloux de Félicien Marceau, mise en scène André Barsacq, Théâtre de l'Atelier
- 1962 : L'École des femmes de Molière, mise en scène Pierre Dux, Théâtre de l'Œuvre
- 1962 : Mon Faust de Paul Valéry, mise en scène Pierre Franck, Théâtre de l'Œuvre
- 1962 : Cherchez le corps, Mister Blake de Frank Launder et Sidney Gilliat, mise en scène Georges Vitaly, Théâtre La Bruyère
- 1963 : Le Paria de Graham Greene, mise en scène Jean Mercure, Théâtre Saint-Georges
- 1964 : 2+2=2 de Staf Knop, mise scène Georges Vitaly, Théâtre La Bruyère
- 1964 : Le Monstre Turquin de Carlo Gozzi, mise en scène André Barsacq, Théâtre de l'Atelier
- 1965 : La Calèche de Jean Giono, mise en scène Jean-Pierre Grenier, Théâtre Sarah Bernhardt
- 1967 : Les Fantasticks de Tom Jones (en) et Harvey Schmidt (en), mise en scène Jacques Sereys, Théâtre La Bruyère
- 1968 : La Famille Tot d'Istvan Orkeny, mise en scène Michel Fagadau, Théâtre de la Gaîté-Montparnasse
- 1969 : Le Soldat inconnu et sa femme de Peter Ustinov, mise en scène de l'auteur, Théâtre des Ambassadeurs, Théâtre des Célestins
- 1970 : Herminie de Claude Magnier, mise en scène Michel Vocoret, Théâtre des Nouveautés
- 1971 : Le Septième Commandement : Tu voleras un peu moins... de Dario Fo, mise en scène Jacques Mauclair, Théâtre national de l'Odéon
- 1972 : Le Septième Commandement : Tu voleras un peu moins... de Dario Fo, mise en scène Jacques Mauclair, tournée
- 1972 : Rhinocéros d'Eugène Ionesco, mise en scène Guy Lauzin, Théâtre des Célestins
- 1973 : Rivaux d'eux-mêmes de Carlo Goldoni, mise en scène Jacques Mauclair, Festival du Marais Théâtre Hébertot
- 1973 : Conversations dans le Loir-et-Cher de Paul Claudel, mise en scène Guy Lauzin, Carré Thorigny Sylvia Monfort
- 1974 : La Chasse au dahut de Franck Hamon, mise en scène Nicole Anouilh, Théâtre de l'Athénée
- 1974 : Folies bourgeoises de Roger Planchon, mise en scène de l'auteur, Comédie de Saint-Étienne
- 1974 : Bonne fête Amandine d'Albert Husson, mise en scène Jacques Mauclair, Théâtre des Célestins
- 1976 : Folies bourgeoises de Roger Planchon, mise en scène de l'auteur, Théâtre de la Porte-Saint-Martin
- 1976 : Rivaux d'eux-mêmes de Carlo Goldoni, mise en scène Jacques Mauclair
- 1984 : Le Faiseur de Honoré de Balzac, mise en scène Jean Meyer, Théâtre des Célestins
- 1984 : Coriolan de William Shakespeare, mise en scène Jean Meyer,  Théâtre des Célestins